# SmartBeemo
SmartBeemo es una plataforma de educación en línea cofundada en 2012 por el empresario colombiano David Uribe y Michel Edery. Ofrece diversos programas de capacitación en línea con énfasis en el marketing digital para el mercado latinoamericano, y actualmente cuenta con más de 150.000 estudiantes inscritos, emprendedores y empresarios digitales.

## Historia
El empresario colombiano David Uribe, radicado en los Estados Unidos, se convirtió en 2011 en director creativo en una empresa publicitaria, donde se encargaba de incrementar el flujo de ventas de sus clientes mediante modelos matemáticos y estadísticos. Durante ese periodo de tiempo, se unió con algunos socios y creó una startup llamada SmartBeemo en 2012, que inicialmente brindaba servicios de machine learning y análisis predictivo.
Tras un comienzo prometedor, en el que incluso la empresa fue galardonada en algunos eventos de emprendimiento, una serie de determinaciones la llevaron casi a la bancarrota. Uribe decidió cambiar el enfoque global de la compañía y convertirla en una plataforma educativa. De esta forma, SmartBeemo logró nuevamente notoriedad y pasó de registrar ingresos de 800 dólares mensuales a 30 mil semanales.
Michel Edery, emprendedor colombiano creador de la estrategia de ventas online conocida como el «pentágono digital», es el actual director ejecutivo de la compañía.

## Modelo de negocio
SmartBeemo ofrece programas educativos en línea enfocados en el marketing digital y el branding para el mercado latinoamericano. Los usuarios pueden adquirir un curso en particular o inscribirse en planes trimestrales, semestrales o anuales. Según Uribe, la principal diferencia entre SmartBeemo y las demás plataformas educativas es que su contenido «se enfoca totalmente en América Latina».
Actualmente la plataforma ofrece diplomados en marketing digital, comercio electrónico, publicidad y desarrollo de comunidades en redes sociales, emprendimiento, marca personal y creación de contenido digital, entre otros programas de formación relacionados.

## Programas
- Diplomado Premium Marketing Digital
- Diplomado Premium Ventas: Método wolfpack
- Diplomado Premium en E-commerce en Amazon
- Diplomado Premium en E-commerce en Tienda Propia
- Diplomado Premium Master Plan en Agencia
- Diplomado Instagram y Marketing de Influencia
- Diplomado Desarrollo de Comunidades en Redes Sociales
- Diplomado Generación de Demanda y Venta en Internet
- Diplomado en Emprendimiento Moderno
- Diplomado en Marca Personal
- Diplomado en Creación y Administración de Contenido Digital.